# Padma Choling

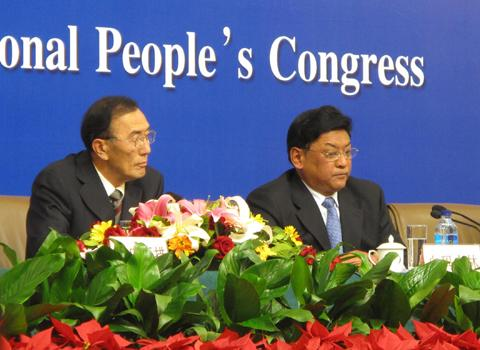
Jampa Püntsog (links) en Padma Choling

Padma Choling, ook wel Padma Trinley (Chamdo, oktober 1951) is een Tibetaans politicus en militair.
Hij is de president van de Tibetaanse Autonome Regio in China. Hij is sinds 15 januari 2010 de opvolger van Jampa Püntsog.
Choling diende 17 jaar in het Chinese Volksbevrijdingsleger.